# Erebia gentyi
Erebia gentyi är en fjärilsart som beskrevs av Droit 1951. Erebia gentyi ingår i släktet Erebia och familjen praktfjärilar. Inga underarter finns listade i Catalogue of Life.